# Peter Kalisch
Peter Kalisch (* 11. Dezember 1921 in Berlin; † 20. April 1992 ebenda) war ein  deutscher Schauspieler.

## Leben
Peter Kalisch begann 1939 eine Lehre als Buchhändler, die er bereits ein Jahr später beenden musste, da er als Sanitätssoldat eingezogen wurde. Durch seine Stationierung in Berlin, konnte er bis 1944, bei privaten Bühnenstudios, Schauspielunterricht nehmen. Als er im November 1944 nach Italien an die Front verlegt wurde, geriet er dort in Gefangenschaft. Nach seiner Entlassung wurde er 1950, nach Engagements in Köthen, Brandenburg und Schwerin, von Bertolt Brecht an das Berliner Ensemble geholt. Hier bekam er seine erste Rolle als  Einäugiger in „Mutter Courage und ihre Kinder“.  Zum letzten Mal war er im Jahr 1991, also nach über 40 Jahren Tätigkeit auf derselben Bühne, als alter Kardinal in „Galileo Galilei“ aufgetreten.

## Filmografie
- 1952: Schatten über den Inseln
- 1954: Stärker als die Nacht
- 1957: Katzgraben (Theateraufzeichnung)
- 1957: Herr Puntila und sein Knecht Matti (Studioaufzeichnung)
- 1957: Mutter Courage und ihre Kinder (Theateraufzeichnung)
- 1959: Sie nannten ihn Amigo
- 1959: Eine alte Liebe
- 1960: Fernsehpitaval: Der Fall Haarmann (Fernsehreihe)
- 1961: Gewissen in Aufruhr (TV)
- 1961: Mutter Courage und ihre Kinder (Theateraufzeichnung)
- 1963: Karbid und Sauerampfer
- 1965: Engel im Fegefeuer
- 1965: Solange Leben in mir ist
- 1966: Die Tage der Commune (Theateraufzeichnung)
- 1967: Geschichten jener Nacht (Episode 4)
- 1969: Das siebente Jahr
- 1970: Im Spannungsfeld
- 1970: Jeder stirbt für sich allein (Fernsehfilm, 3 Teile)
- 1970: Aus unserer Zeit (Episode 2)
- 1972: Leichensache Zernik
- 1973: Unterm Birnbaum
- 1973: Eva und Adam oder Drum prüfe! (Fernsehfilm, 4. Teil)
- 1974: Der aufhaltsame Aufstieg des Arturo Ui (Theateraufzeichnung)
- 1975: Polizeiruf 110: Ein Fall ohne Zeugen (TV-Reihe)
- 1976: Polizeiruf 110: Eine fast perfekte Sache (TV-Reihe)
- 1977: Unterwegs nach Atlantis
- 1977: Polizeiruf 110: Vermißt wird Peter Schnok (TV-Reihe)
- 1978: Anton der Zauberer
- 1979: Addio, piccola mia
- 1979: Lachtauben weinen nicht
- 1980: Blaue Pferde auf rotem Gras (Theateraufzeichnung)
- 1980: Die Schmuggler von Rajgrod
- 1980: Der Baulöwe
- 1981: Die Stunde der Töchter
- 1982: Polizeiruf 110: Im Tal (TV-Reihe)
- 1982: Rächer, Retter und Rapiere (Fernsehserie, 5 Folgen)
- 1983: Polizeiruf 110: Der Selbstbetrug (TV-Reihe)
- 1983: Frühlingssinfonie
- 1983: Mathilde Möhring (Fernsehfilm)
- 1985: Besuch bei van Gogh
- 1987: Kindheit
- 1987: Die erste Reihe (Fernsehfilm)
- 1988: Die Entfernung zwischen dir und mir und ihr
- 1989: Großer Frieden (Theateraufzeichnung)

## Theater
- 1952: Nikolai Pogodin: Das Glockenspiel des Kreml (Dserschinski) – Regie: Ernst Busch (Berliner Ensemble im Deutschen Theater Berlin)
- 1956: John Millington Synge: Der Held der westlichen Welt – Regie: Manfred Wekwerth/Peter Palitzsch (Berliner Ensemble)
- 1957: Bertolt Brecht: Leben des Galilei (Dünner Mönch) – Regie: Erich Engel (Berliner Ensemble)
- 1962: Bertolt Brecht: Die Tage der Commune – Regie: Manfred Wekwerth/Joachim Tenschert (Berliner Ensemble)
- 1963: Bertolt Brecht: Die Dreigroschenoper (Jonathan Peachum) – Regie: Erich Engel (Berliner Ensemble)
- 1965: Heinar Kipphardt: In der Sache J. Robert Oppenheimer (Sicherheitsausschuss) – Regie: Manfred Wekwerth/Joachim Tenschert (Berliner Ensemble)
- 1966: Seán O’Casey: Purpurstaub (Michael Day) – Regie: Hans-Georg Simmgen (Berliner Ensemble)
- 1967: Bertolt Brecht: Der Brotladen (Brecht-Abend Nr. 4) – Regie: Manfred Karge/Matthias Langhoff (Berliner Ensemble)
- 1969: Bertolt Brecht: Das Manifest (Brecht-Abend Nr. 5) – Regie: Klaus Erforth/Alexander Stillmark (Berliner Ensemble)
- 1970: Georg Büchner: Woyzeck (Wirt) – Regie: Helmut Nitzschke (Berliner Ensemble)
- 1970: Bertolt Brecht: Die Dreigroschenoper (Jonathan Peachum) – Regie: Werner Hecht/Wolfgang Pintzka (Berliner Ensemble)
- 1973: George Bernard Shaw: Frau Warrens Beruf (Pastor Gardner) – Wolfgang Pintzka  (Berliner Ensemble)
- 1973: Bertolt Brecht: Turandot oder der Kongress der Weißwäscher – Regie: Wolfgang Pintzka/Peter Kupke (Berliner Ensemble)
- 1975: Bertolt Brecht: Herr Puntila und sein Knecht Matti – Regie: Peter Kupke (Berliner Ensemble)
- 1975: Leon Kruczkowski: Der erste Tag der Freiheit (Grimm) – Regie: Jürgen Pörschmann/Günter Schmidt (Berliner Ensemble)
- 1980: Michail Filippowitsch Schatrow: Blaue Pferde auf rotem Gras – Regie: Christoph Schroth (Berliner Ensemble)
- 1981: Bertolt Brecht: Turandot oder Der Kongreß der Weißwäscher – Regie: Manfred Wekwerth/Joachim Tenschert (Berliner Ensemble)
- 1982: Friedrich Dürrenmatt: Die Physiker (Herr Rose) – Regie: Jochen Ziller (Berliner Ensemble)
- 1984: Johann Wolfgang von Goethe: Faust-Szenen (Wagner) – Regie: Horst Sagert (Berliner Ensemble)
- 1986: Dario Fo: Zufällig eine Frau: Elisabeth (Meuchelmörder) – Regie: Manfred Wekwerth/Alejandro Quintana (Berliner Ensemble)
- 1987: Marieluise Fleißer: Fegefeuer in Ingolstadt (Protasius) – Regie: Axel Richter (Berliner Ensemble)

## Hörspiele
- 1954: Martin Hayneccius: Hans Pfriem – Kühnheit zahlt sich aus (Wäscher) – Regie: Käthe Rülicke-Weiler (Hörspiel – Rundfunk der DDR)
- 1963: Bertolt Brecht: Das kleine Mahagonny  – Regie: Manfred Karge (Hörspiel – Rundfunk der DDR)
- 1969: Dimitar Gulew: Unterwegs zum anderen Ufer (Gendarm) – Regie: Helmut Hellstorff (Hörspiel – Rundfunk der DDR)
- 1969: Ralph Knebel: Rücksicht auf einen Brigadier (Schorch) – Regie: Edgar Kaufmann (Hörspiel – Rundfunk der DDR)
- 1969: Eduard Claudius: Vom schweren Anfang – Regie: Horst Liepach (Kinderhörspiel – Rundfunk der DDR)
- 1969: Claude Prin: Potemkin 68 (Nachbar) – Regie: Edgar Kaufmann (Hörspiel – Rundfunk der DDR)
- 1970: Michail Filippowitsch Schatrow: Der sechste Juli (3. Bolschewik) – Regie: Helmut Hellstorff (Hörspiel – Rundfunk der DDR)
- 1971: Bertolt Brecht: Die Tage der Commune (Uhrmacher) – Regie: Manfred Wekwerth/Joachim Tenschert (Hörspiel – Litera)
- 1974: Hans-Jürgen Bloch: Hundert Mark für eine Unterschrift (Sprecher) – Regie: Joachim Staritz (Hörspielreihe: Tatbestand, Nr. 4 – Rundfunk der DDR)
- 1976: Heinrich von Kleist: Prinz Friedrich von Homburg – Regie: Joachim Staritz (Hörspiel – Rundfunk der DDR)
- 1978: Phineas Taylor Barnum: Alles Humbug (Diener und Sprecher) – Regie: Joachim Staritz (Hörspiel – Rundfunk der DDR)
- 1984: Oscar Wilde: Der Fischer und seine Seele (Eremit) – Regie: Barbara Plensat (Hörspiel – Rundfunk der DDR)
- 1987: Manfred Müller: Die wunderbare Ziege (Alter) – Regie: Manfred Täubert (Kinderhörspiel – Rundfunk der DDR)
- 1987: Erich Kästner: Fabian oder Der Gang vor die Hunde (Ausrufer/Kellner) – Regie: Joachim Staritz (Hörspiel – Rundfunk der DDR)
- 1988: Pjotr Pawlowitsch Jerschow: Gorbunok, das Wunderpferdchen (Vater) – Regie: Norbert Speer (Kinderhörspiel – Rundfunk der DDR)